# Caius Sempronius Tuditanus
Caius Sempronius Tuditanus (i. e. 2. század) Római történetíró, politikus, a befolyásos Sempronia gens tagja volt.

## Élete
Sikeres hadvezér, a gracchusi politika ellenfele. Lucius Mummius Achaicus, az i. e. 146. év consuljának egyik alvezére volt Görögországban. I. e. 129-ben consullá választották, amely tisztségében a Gracchus gazdasági törvénye miatti birtokperekben kellett volna ítélkeznie, ám mivel nem osztotta a Gracchusok nézeteit, nem foglalkozott az ager publicus kérdéseivel, a Illíriába, a sereghez távozott. Itt eleinte vereségeket szenvedett, de később diadalt aratott a kalózokon.

## Munkássága
Cicero tudósítása szerint tehetséges szónok volt. Foglalkozott az irodalommal is, töredékesen fennmaradt munkái közül egy történeti mű és egy eredetileg talán három részre terjedő libri magistratuum érdemes említésre. „Libri magistratuum” (Tisztségek könyvei) című műve Iunius Gracchanus munkájától eltérő szemlélettel mutatta be a római köztársaság politikai berendezkedését. Feltehetőleg egy másik munkájában szólt a Latium őslakóinak tartott aborigókról, illetve Regulus haláláról és Numa Pompilius könyveinek megtalálásáról. Műveiből semmi sem maradt ránk.
| Elődei: Lucius Cornelius Lentulus Appius Claudius Pulcher (suff) és Marcus Perperna | Consul i. e. 129 collega: Manius Aquilius | Utódai: Cnaeus Octavius és Titus Annius Rufus |